# Kładka pieszo-rowerowa przy Stopniu Wodnym Kościuszko
Kładka pieszo-rowerowa przy stopniu wodnym Kościuszko – przeprawa na Wiśle wybudowana w ciągu autostrady A4 przy stopniu wodnym Kościuszko, wybudowana nakładem i staraniem Generalnej Dyrekcji Dróg Krajowych i Autostrad.
Kładka została otwarta na przełomie lutego i marca 2009 roku. Koszt budowy wyniósł około 3 822 000 złotych. Stanowi ważne ogniwo rekreacyjnego ruchu rowerowego w Krakowie i okolicach, gdyż łączy uczęszczane szlaki rowerowe po obu stronach Wisły. Przed jej wybudowaniem piesi i rowerzyści korzystali nielegalnie z chodników technicznych przy moście na autostradzie A4 (E40). Podczas ostatniego remontu stopnia wodnego, jezdnie zostały poszerzone a chodniki zlikwidowane.
Przeprawa ma duże znaczenie, gdyż najbliższe możliwe drogi oddalone są o 5–7 kilometrów: most Zwierzyniecki i przeprawa promowa na Wiśle Kopanka – Jeziorzany.
Kładka ma długość 285 m a szerokość 4,2 m. Bariery na kładce mierzą ponad 1,5 m i mają kształt łuków wygiętych w stronę środka, uniemożliwiając zahaczanie kierownicą o balustradę. Most jest oświetlony.
Budowa kładki została zakończona, jednak wciąż niegotowe są odcinki łączące istniejące szlaki rowerowe z jej przyczółkami. Aby dostać się na przeprawę należy obecnie pokonać kilkaset metrów drogami gruntowymi, które podczas wzmożonych opadów zamieniają się w bagna.

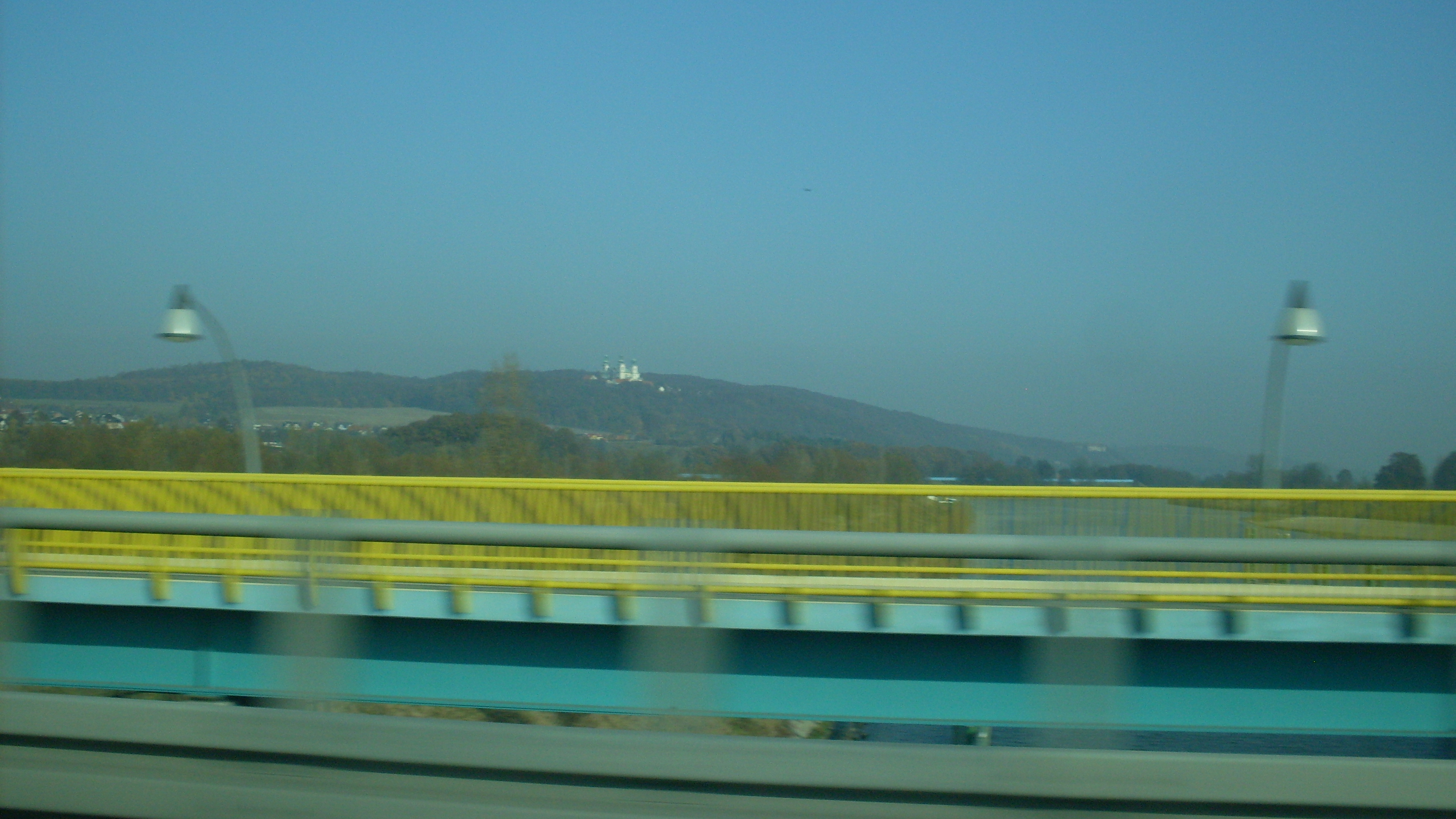
Widok na kładkę z mostu w ciągu autostrady A4 na Stopniu Wodnym Kościuszko
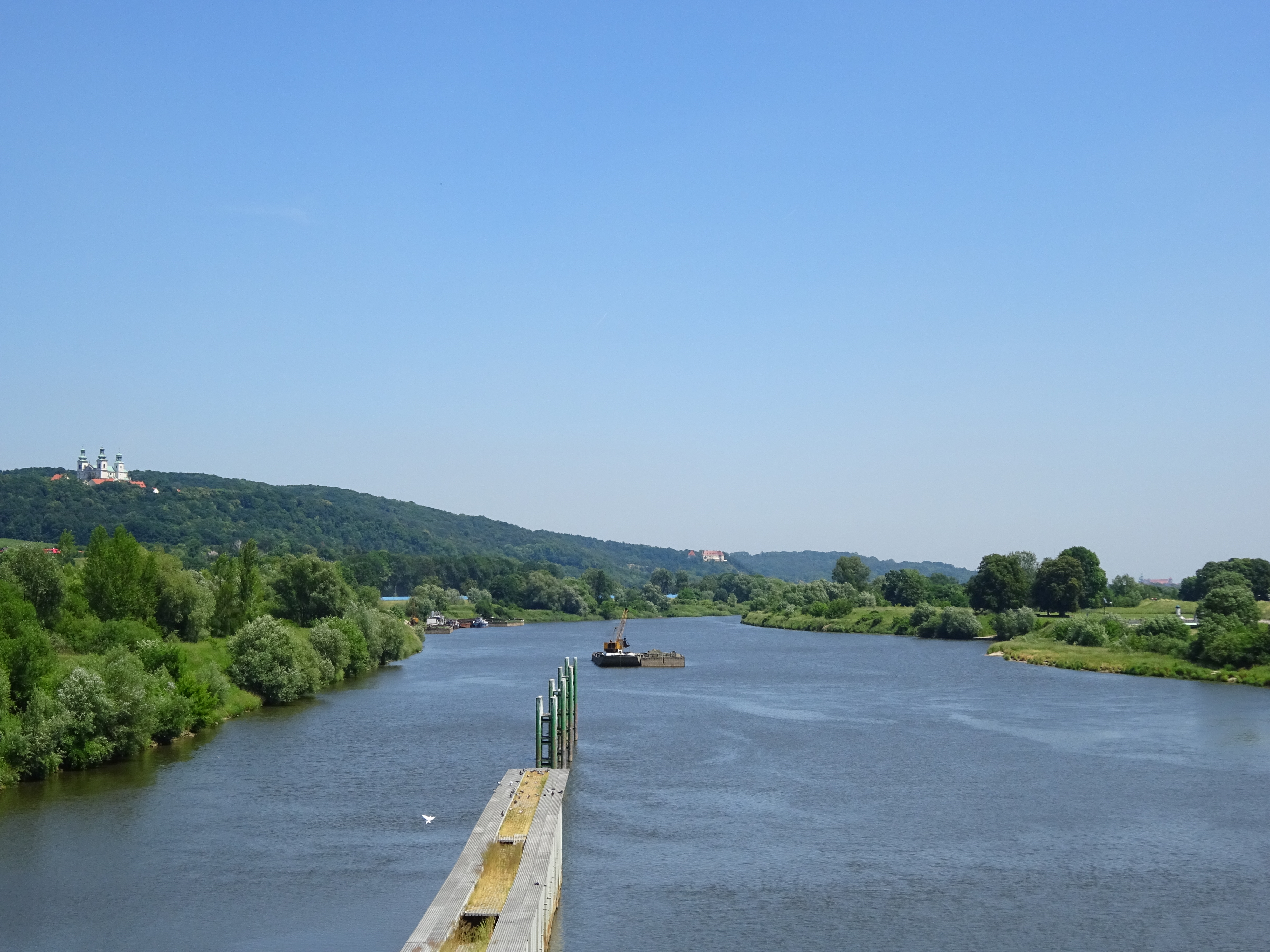
Widok z kładki przy Stopniu Wodnym Kościuszko na stronę wschodnią (ponad Wisłą widoczne po lewej – Klasztor oo. kamedułów na Bielanach, pośrodku – Zamek w Przegorzałach, po prawej – zabudowania Wzgórza Wawelskiego)